# Őstábla

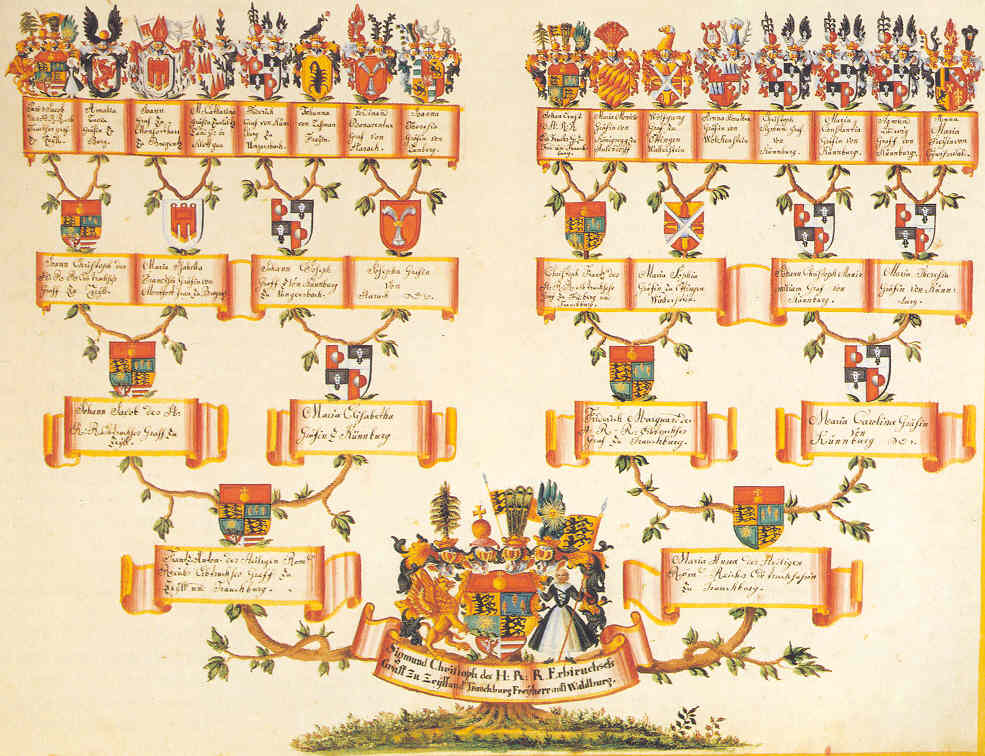
Sigmund Christoph von Waldburg-Zeil-Trauchburg őstáblája

Az őstábla a genealógiai táblázatok egyike, mely az ősök ábrázolására szolgál.
Az őstábla az egyén összes ősét tartalmazza, azaz a két szülőt, a négy nagyszülőt, a nyolc dédszülőt stb., azaz a férfi és a női elődöket is feltünteti. Külön típusai léteznek aszerint, hogy a felmenőket, lemenőket, sógorokat stb. ábrázolja.
Könnyen áttekinthető, de a generációk számának növekedésével térbelileg korlátozottá válik.
A vizsgált személy mindig alul helyezkedik el, felette a szülők ágai indulnak, mindig oly módon, hogy a férfiak szemből nézve mindig a bal oldalon, a nők a jobb oldalon kapnak helyet. Ezt a táblát is gyakran ábrázolják fa formájában, amikor a kiinduló egyén a fa gyökerénél található és ősei alkotják a fa koronáját.
Ott, ahol az anyakönyveket gondosan vezették, a legtöbb ember esetében az őstábla a 17. századig kidolgozható, egyes ágakat pedig még tovább vissza lehet vezetni. Mivel a generációk számával az egyén ősei is exponenciálisan növekszenek, ez az ősszám egy bizonyos határnál elér egy olyan elméleti számot, melynek értéke nagyobb, mint a Földön valaha élt összes ember száma. Ez az ellentmondás úgy oldódik fel, hogy az egyénnek a múlt előrehaladtával egyre több lesz a közös őse. Ezt nevezzük ősvesztésnek vagy ősazonosságnak (implex).
Magyarországon az őstáblákat először a nemesi családoknál kezdték használni, melyekre a birtokbereknél, a nemesség igazolásánál és az őspróbáknál volt szükség. Ezeknél szükség volt a bonyolult rokonsági kapcsolatok kimutatására. Ezért a 16. századtól kezdve számos genealógiai tábla és őstábla, latinul deductio jött létre, mint amilyen Rajcsányi Ádám kéziratos műve is. Ezek általában bekerültek a családi vagy megyei levéltárba, ahol ma is kutathatók. Ekkoriban jöttek létre olyan őstáblák is, melyek hivatalos célt szolgáltak és részei lettek például a bírósági peranyagnak. Megemlítették ezeket a temetésen elmondott halotti beszédekben is. Az ősök ismeretének vágya egyes családokban a családi krónika, az ősgaléria létrehozásához és a díszes családfák összeállításához vezetett.